# 15379 Alefranz
15379 Alefranz è un asteroide della fascia principale. Scoperto nel 1997, presenta un'orbita caratterizzata da un semiasse maggiore pari a 2,4615578 au e da un'eccentricità di 0,1048060, inclinata di 5,40787° rispetto all'eclittica.
L'asteroide è dedicato al duo comico italiano  Ale e Franz.